# Arroyo Pindapoy Grande
El arroyo Pindapoy Grande es un curso de agua de la Provincia de Misiones, Argentina. Nace en las sierras de San José y desemboca en el arroyo Garupá. En su curso recibe a los arroyos Tororó y Pindapoy Chico por la izquierda, y al Guasupí por la derecha. Luego de colectar otros afluentes menores se une al Garupá, al este del pueblo homónimo.
Su nombre proviene del guaraní "pinda po’i" (anzuelo fino). Parte del arroyo es un paleocauce del río Paraná, cuando este desembocaba sobre el río Uruguay a través de los actuales arroyos Garupá, Pindapoy y el río Aguapey.